# David M. Jacobs
David Michael Jacobs (sinh ngày 10 tháng 8 năm 1942) là một nhà sử học người Mỹ và là Phó Giáo sư khoa Lịch sử đã nghỉ hưu gần đây tại Đại học Temple chuyên về lịch sử Hoa Kỳ thế kỷ 20. Jacobs đặc biệt nổi tiếng trong lĩnh vực UFO học vì những nghiên cứu của ông và là tác giả các cuốn sách về chủ đề người ngoài hành tinh bắt cóc.

## Sự nghiệp
Jacobs lấy bằng tiến sĩ từ Đại học Wisconsin–Madison vào năm 1973, trong lĩnh vực lịch sử trí tuệ. Ông đã viết luận án liên quan đến cuộc tranh cãi về các vật thể bay không xác định ở Mỹ. Một phiên bản sửa đổi luận án của ông đã được Indiana University Press  xuất bản với tiêu đề The UFO Controversy in America (Cuộc tranh cãi về UFO ở Mỹ) vào năm 1975, và đã bán hết (rất bất thường đối với một tác phẩm học thuật).
Là giảng viên của Khoa Lịch sử tại Đại học Temple, Jacobs chuyên về lịch sử văn hóa đại chúng Mỹ thế kỷ 20. Ông nói rằng sở thích nghiên cứu hiện tại của ông "liên quan đến việc phân định vai trò của những trải nghiệm dị thường trong đời sống văn hóa và cá nhân." Trong hơn 25 năm Jacobs đã giảng dạy một khóa học về "UFO trong xã hội Mỹ."

### UFO học
Jacobs có trình độ cao về lĩnh vực UFO học. Ông đã diễn thuyết khắp nơi, được phỏng vấn và tham gia vào nhiều chương trình truyền hình và phát thanh về chủ đề người ngoài hành tinh bắt cóc.
David Jacobs đã viết năm cuốn sách về chủ đề UFO và người ngoài hành tinh bắt cóc. Trong những năm gần đây, Jacobs đã lập luận công khai rằng bằng chứng từ nghiên cứu của mình, đôi khi bao gồm sử dụng thôi miên hồi quy với những nạn nhân bị người ngoài hành tinh bắt cóc cùng với các kỹ thuật phỏng vấn truyền thống, có nghĩa là các chủng lai giữa con người và người ngoài hành tinh đã tham gia vào một chương trình bí mật xâm nhập vào xã hội loài người. mục tiêu cuối cùng là chiếm lấy Trái Đất. Ông khẳng định rằng một số đối tượng nghiên cứu của ông đang dạy những chủng lai này cách hòa nhập vào xã hội loài người để chúng không thể phân biệt được với con người và điều này đang xảy ra trên toàn thế giới.

## Chỉ trích
Những giả thuyết của Jacobs đã bị chỉ trích nhiều đến mức không đáng tin cậy bởi những người có cái nhìn tích cực hơn về trải nghiệm người ngoài hành tinh bắt cóc như John E. Mack; Jacobs gán cho các nhà phê bình này là "những nhà thực chứng" trong các tác phẩm của mình. Chi tiết về các vụ bắt cóc của người ngoài hành tinh được Jacobs và các nhà nghiên cứu gọi là "thực chứng" cung cấp có thể không khác biệt ở bất kỳ mức độ to lớn nào; Do đó, những lời chỉ trích Jacobs của những người như vậy tập trung vào những diễn giải của Jacobs, ví dụ, khi Jacobs nhìn thấy "sự xâm nhập" (tiêu cực), những người khác có thể thấy "sự hòa hợp" (tích cực). Khi sự khác biệt trong các báo cáo là đáng kể hơn (vượt ra ngoài sự diễn giải cho sự khác biệt thực tế giữa các sự kiện bị cáo buộc được những người phỏng vấn Jacobs kể lại so với những người được phỏng vấn bởi những người khác), Jacobs đã giải thích rằng các yếu tố không phù hợp với quan điểm của riêng mình là điều mà ông muốn nói là "chứng bịa chuyện."
Carl Sagan và Susan Clancy đã chỉ trích các phương pháp được Jacobs và các nhà nghiên cứu bắt cóc khác sử dụng. Sagan khẳng định rằng việc nhìn thấy và trải nghiệm có thể được quy cho nhận dạng nhầm và ký ức sai. Clancy đã nhấn mạnh các vấn đề liên quan đến nghiên cứu bắt cóc, chẳng hạn như phục hồi ký ức bị sai lệch khi các nhà thôi miên "dẫn dắt" bệnh nhân, và nhất là hiện tượng bóng đè.
Jacobs đã lập luận rằng phương pháp luận của Clancy còn có chỗ thiếu sót, nói rằng trong nhiều trường hợp, mọi người báo cáo rằng họ đã bị bắt cóc khi hoàn toàn tỉnh táo và hay biết, và do đó, bóng đè không phải là một giả thuyết hợp logic. Hơn nữa, ông đã tuyên bố rằng cuốn sách của bà thực sự không chính xác.

## Ấn phẩm chính
- Jacobs, David Michael (1975). The UFO Controversy in America. Foreword by J. Allen Hynek. Bloomington, Indiana: Indiana University Press. ISBN 0-253-19006-1. LCCN 74011886. OCLC 1120938.
- Jacobs, David M. (1992). Secret Life: Firsthand Accounts of UFO Abductions. Foreword by John E. Mack. New York: Simon & Schuster. ISBN 0-671-74857-2. LCCN 91045662. OCLC 25130658.
- —— (1998). The Threat. The Secret Alien Agenda: What the Aliens Really Want ... And How They Plan to Get It. New York: Simon & Schuster. ISBN 0-684-81484-6. LCCN 97027040. OCLC 37315300.
- Jacobs, David M., biên tập (2000). 'UFOs and Abductions: Challenging the Borders of Knowledge. Lawrence, Kansas: University Press of Kansas. ISBN 0-7006-1032-4. LCCN 00028970. OCLC 43615835.
- Jacobs, David M. (2015). Walking Among Us: The Alien Plan to Control Humanity. San Francisco, California: Disinformation Books. ISBN 1-9388-7514-1.

### Dịch phẩm
- Secret Life: Firsthand Accounts of UFO Abductions (1992) was translated into French under the title Les kidnappeurs d'un autre monde, présenté par Jimmy Guieu (literally: Kidnappers From Another World), 1995, Paris, Presses de la Cité. ISBN 978-2258038721.